# オンライン・エティモロジー・ディクショナリー
オンライン・エティモロジー・ディクショナリー（英語: Online Etymology Dictionary）またはエティモンライン（英: Etymonline）とは、英単語の語源についてのオンライン語源辞典。

## 概要
2024年時点のGoogle Scholarでは、被引用数は1881回。この辞典の出典は主にウィークリーの『現代英語語源辞典』、クレインの『英言語総合語源辞典』、『オックスフォード英語辞典』第2版など。

### 経緯
ペンシルベニア州在住の歴史学学士・歴史家・編集者であるダグラス・ハーパーが、一般的な単語に加えスラングや専門用語も含む英単語の由来と発展を長く保存するため、単語約3万語を収録したオンラインの語源辞典サイトを立ち上げた。ハーパーは「無料で、包括的で、信頼できるオンライン語源辞典を探したが、それが無かったので、それを作り始めた」と述べている。